# Ettore Fieramosca
Подводная лодка «Ettore Fieramosca» — подводная лодка времён Второй мировой войны. На воду была спущена только одна лодка серии.

## История создания
Заложенная в 1926 году, лодка должна была стать большой крейсерской лодкой с сильным вооружением, с подводным водоизмещением менее 2000 тонн, вооруженная орудием калибра 203 мм, 4 пулеметами, шестью 533-мм торпедными аппаратами и 2 минными шахтами для постановки 24 мин. Лодка также должна была иметь дополнительно ангар для гидросамолета (Piaggio P.8 и Macchi M. 53).
Однако в процессе строительства стало ясно, что лодка с такими параметрами будет дорогой и сложной, поэтому из проекта были убраны минные шахты, 203-мм орудие и ангар для гидросамолета.

## Карьера
Между 1936 и 1937 годами лодка принимала участие в Гражданской войне в Испании совершив два похода общей сложностью 32 дня, проведя 12 атак. 27 декабря 1936 выпустила три торпеды по крейсеру испанского республиканского флота «Мендес Нуньес», который шел в сопровождении двух эсминцев, но не попала. 8 и 9 февраля 1937 года обстреливала из палубного орудия порт Барселоны, нанеся незначительные повреждения танкеру «Zorros».
В начале Второй Мировой войны лодка находилась в патруле у берегов Франции, но вернулась в Ла-Специю 14 июня. Во время этого похода корабли противника атакованы не были. С 19 по 25 июня лодка провела второй неудачный поход в район Тулона, прерванный из-за взрыва аккумуляторной батареи, который причинил лодке серьёзные повреждения и нанес серьёзные травмы экипажу.
Затем лодка использовалась в качестве учебной (с 15 октября 1940 года) в школе подводного плавания в Поле, где она сделала 28 учебных походов до 10 апреля 1941 года, когда была законсервирована.
18 октября 1946 года лодка была выведена из состава флота, а затем сдана на слом. На протяжении всей войны был сделан 31 поход.